# Potager du Roi
Pour les articles homonymes, voir Potager et Roi.
Le potager du Roi est un jardin potager de 9 hectares, créé en 1683 près du château de Versailles par le directeur des vergers et potagers royaux Jean-Baptiste de La Quintinie, à la demande du roi Louis XIV pour alimenter la cour de Versailles.
Son sort évolue après la Révolution : successivement mis en location puis jardin d'application, il est finalement exploité par l'École nationale supérieure d'horticulture de 1874 à 1995. Depuis 1995, il est pris en charge par l'École nationale supérieure de paysage de Versailles.
Il est classé, avec le parc Balbi voisin, aux monuments historiques par arrêté du 15 mars 1926. Reconnu Jardin remarquable de France, il est inscrit au patrimoine mondial de l'UNESCO depuis 1979 avec le parc de Versailles.

## Principes
Il s'agit d'un potager de château classique :
- il est à l'écart du parc du château
- il est entouré de hauts murs
- c'est un potager nourricier

Un exemple contraire est fourni par le potager de Villandry, qui sert d'écrin au château. Il est intégré dans un jardin à la française qui l'entoure et est essentiellement décoratif.
Le potager du Roi se distingue par sa taille de neuf hectares, ce qui en fait le plus grand de France. En comparaison, l'un des plus grands potagers privés, celui de Saint-Jean de Beauregard, fait deux hectares.
Il se distingue aussi par ses multiples murs intermédiaires (voir la gravure de Pierre Aveline). Ces murs ont une triple fonction :
- coupe-vent
- accumulation de chaleur
- support pour palisser des espaliers qui forment des tapisseries végétales[3]. Ils doivent être distingués des contre-espaliers qui nécessitent des supports métalliques.

Ces murs sont constitués de deux parements de moellons enduits de plâtre avec un remplissage intermédiaire en glaise. Pour cette raison, leur faîtage (avec chaperon débordant) nécessite un entretien pour éviter que la pluie ne lessive les intérieurs et provoque des éboulements.
Une autre caractéristique importante du potager du Roi est qu'il s'agit d'un potager d'essais : amendements, sélection des variétés, taille, greffage, traitements, acclimatation d'espèces méditerranéennes ou tropicales, forçage (sous châssis, sous cloche ou en serre) pour obtenir des fruits et légumes hors saison. Louis XIV le voulait en effet comme une vitrine du savoir français et le faisait volontiers visiter à ses invités de marque.

## Histoire

### Création par La Quintinie à la demande de Louis XIV
Jean-Baptiste de La Quintinie est un avocat devenu agronome par passion. Après la disgrâce de Fouquet, Louis XIV l'embauche avec d'autres membres de l'équipe de ce dernier. En 1673, il le nomme intendant de ses vergers et en 1677 directeur des vergers et potagers royaux. À la demande du roi, il crée entre 1678 et 1683 ce jardin potager de 9 hectares, structuré en jardin à la française, voisin de l'Orangerie de Versailles et de la cathédrale Saint-Louis.
Le terrain choisi était proche de l'aile du midi du Château mais jugé jusque là inutilisable car occupé par un marécage d'eau croupissante. Il a fallu le drainer, installer un aqueduc souterrain, et le remblayer en utilisant la terre extraite de la future pièce d'eau des Suisses. Ensuite, il a fallu amender la terre en faisant venir des écuries du Château des centaines de tombereaux de fumier. Dans son Instruction pour les jardins fruitiers et potagers, La Quintinie explique candidement toutes les difficultés qu'il a rencontrées avant de parvenir à ses fins. En même temps, il devait veiller à l'édification des murs d'enceinte et intérieurs selon le plan établi, avant de pouvoir commencer à planter.

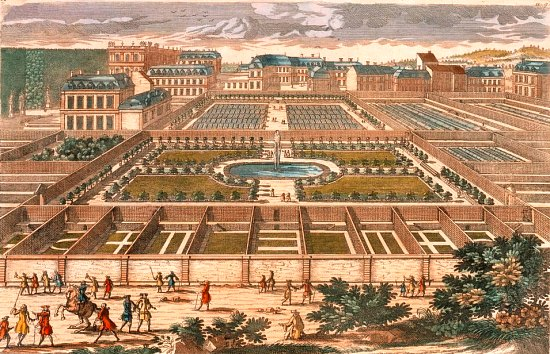
Le potager du Roi, par Pierre Aveline (1700)

L'emplacement est commode d'accès pour Louis XIV qui s'y rend par l'allée du Potager et entre par la Grille du Roi, œuvre de Louis Fordrin, serrurier ordinaire des Bâtiments du roi, une des plus belles portes monumentales en fer forgé de Versailles (parmi les rares grilles d'origine), face à la pièce d'eau des Suisses,. Le Fonds mondial pour les monuments (WMF) a contribué à sa restauration en 1993.
Comme le montre la gravure d'Aveline ci-contre et le plan tiré de l'ouvrage de La Quintinie (voir plus bas), il y a une différence fondamentale avec la suite de l'histoire du potager : l'utilisation des contre-espaliers n'est pas systématique : au contraire, nombre de carrés sont bordés de fruitiers taillés en gobelet (en buisson, sur basse tige et sans charpentière axiale), une taille beaucoup plus légère et moins contraignante que la taille en espalier, d'autant qu'aucun support métallique n'est alors nécessaire. L'abandon de cette formule sera lourde de conséquences.

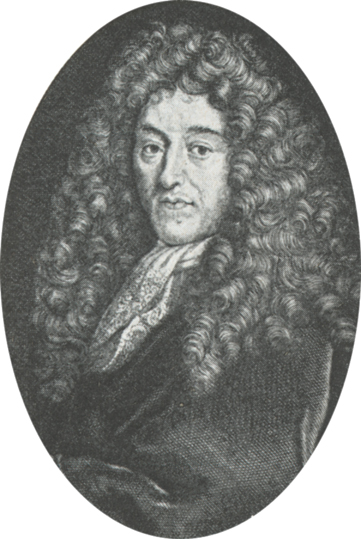
La Quintinie.
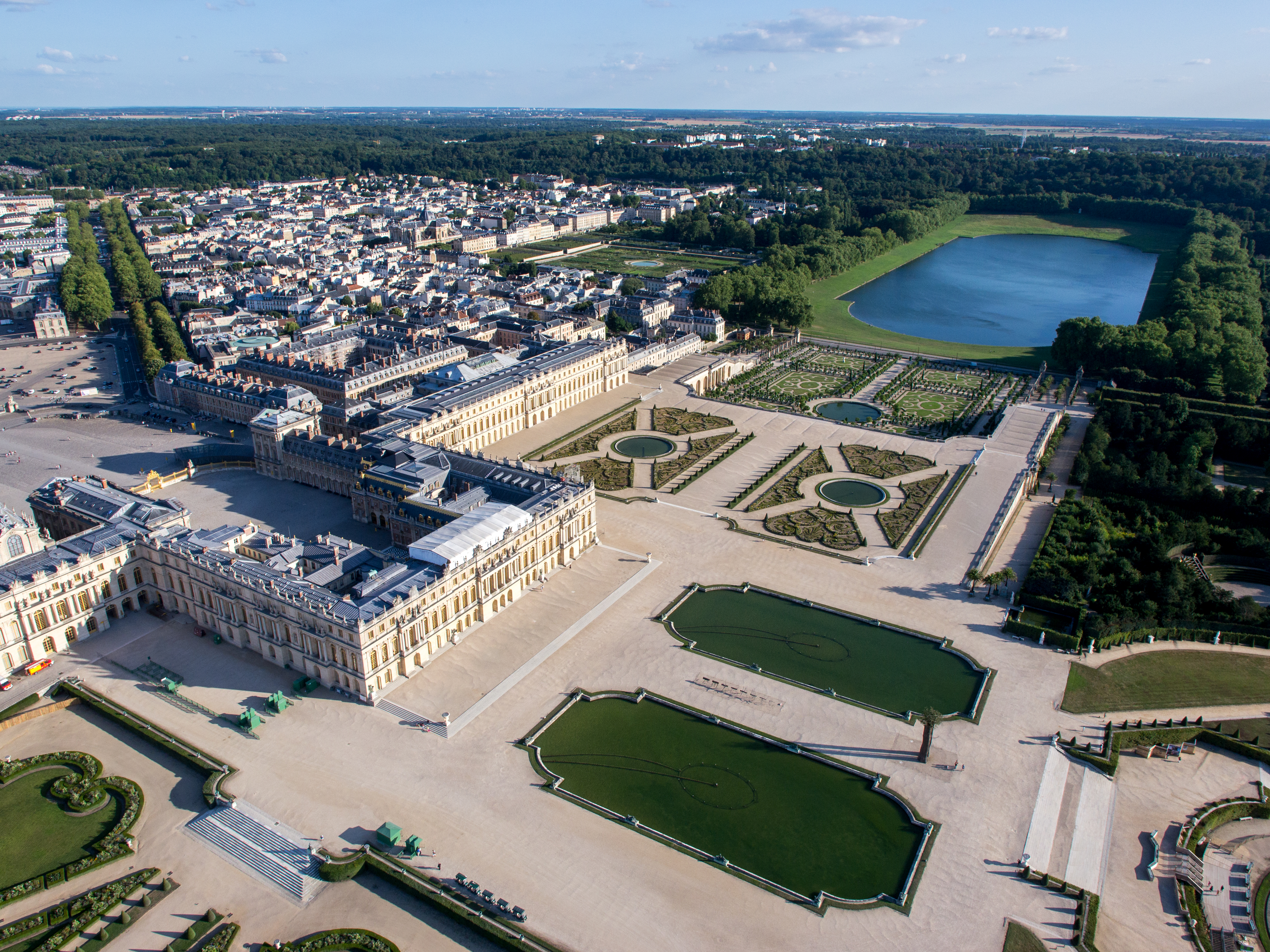
Vue aérienne, à gauche de la pièce d'eau des Suisses.
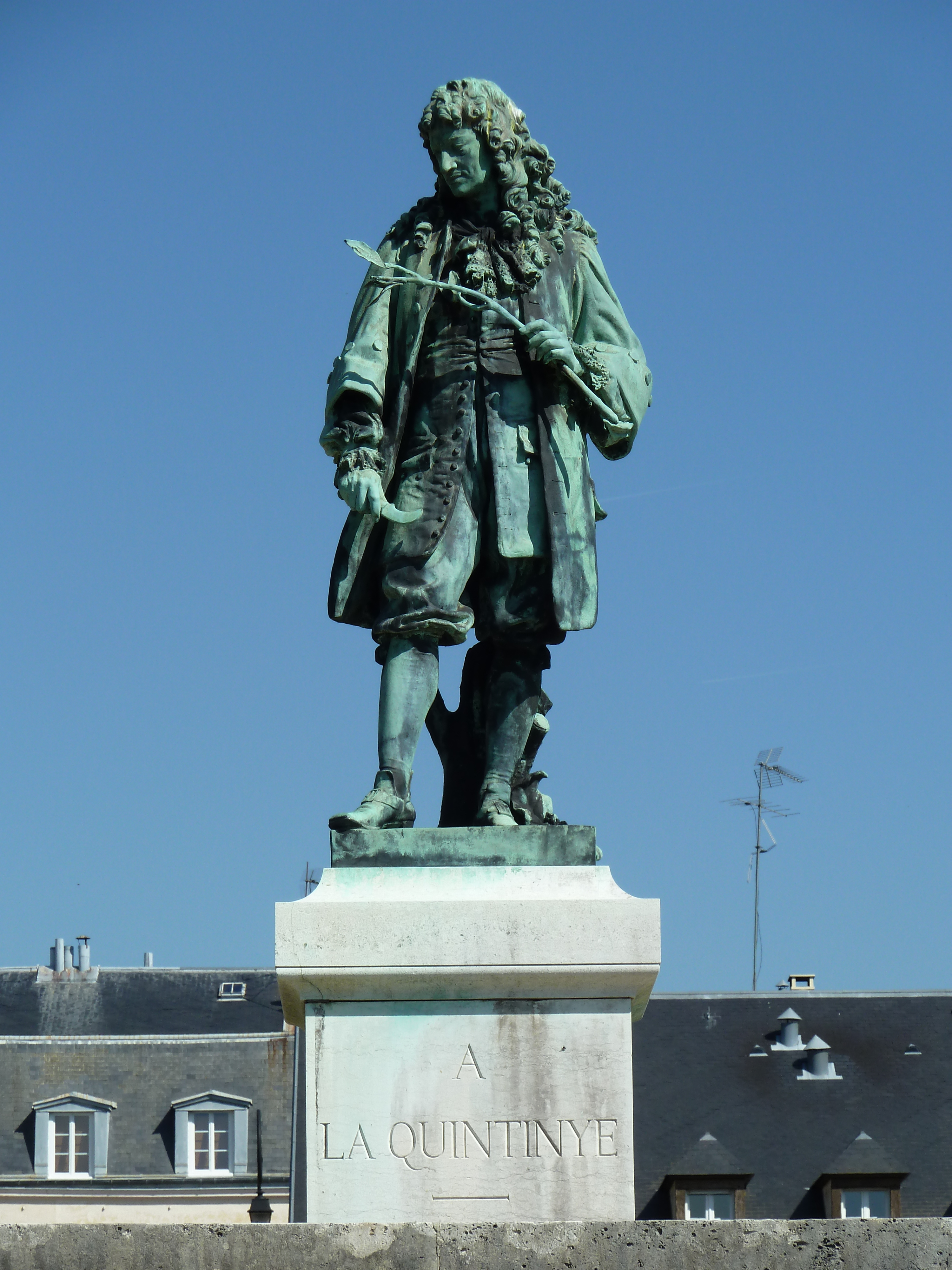
Jean-Baptiste de La Quintinie.
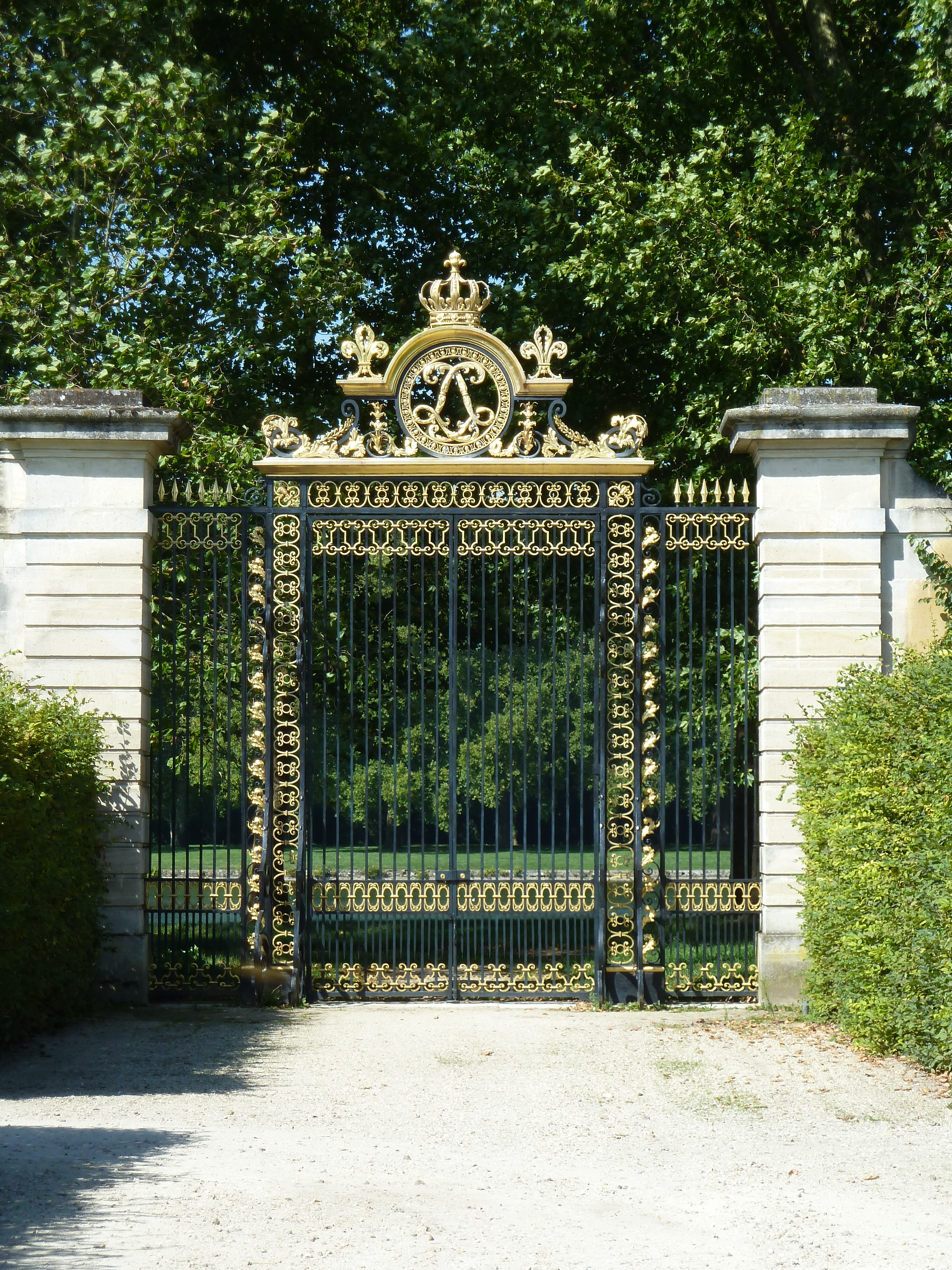
Potager du Roi, la Grille du Roi.
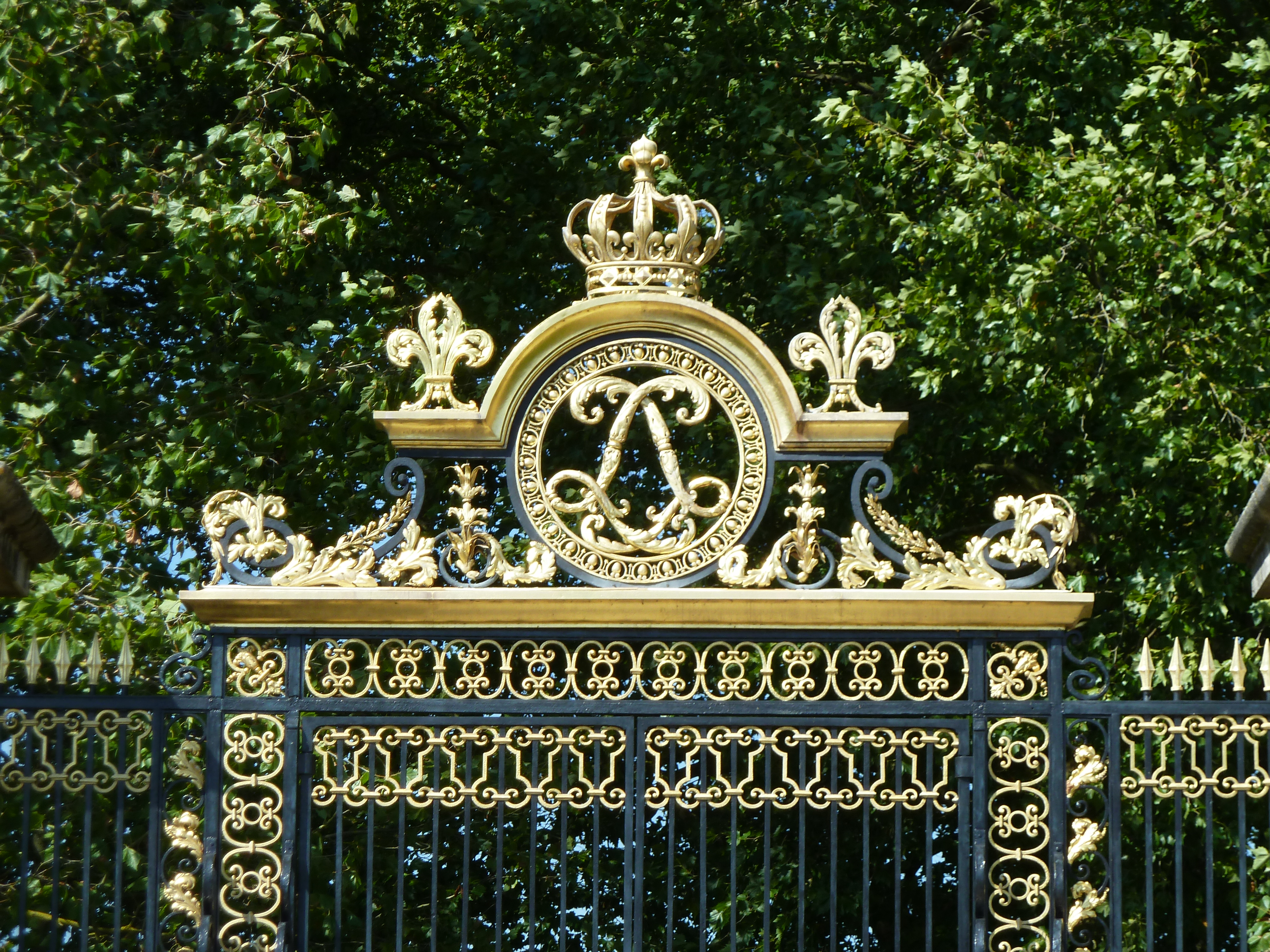
Fronton de la Grille du Roi.
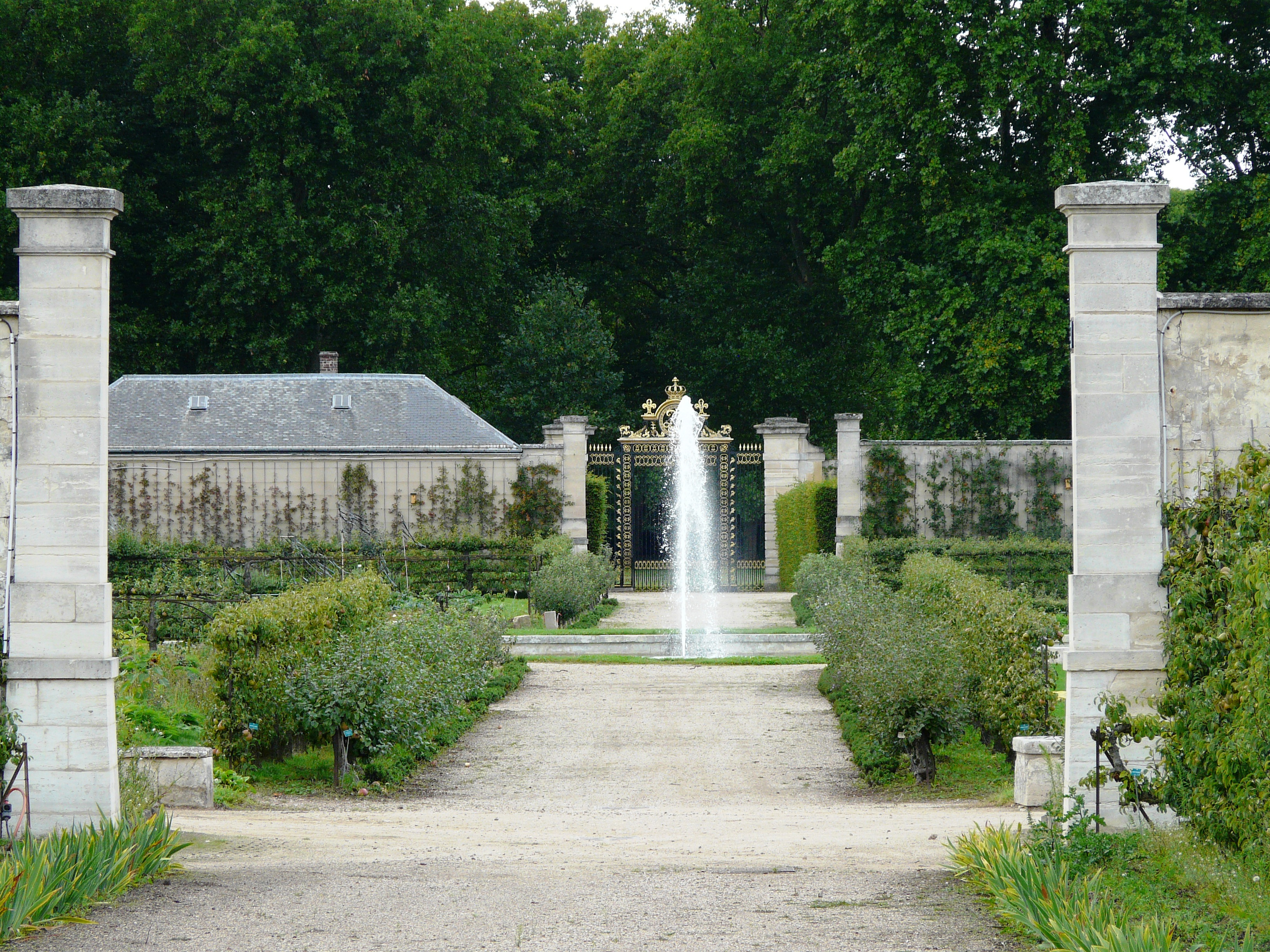
Vue intérieure du potager.

### Jardin nourricier pour la cour du château de Versailles
Ce jardin potager a pour tâche de fournir des fruits et légumes, en toutes saisons, au service de la Bouche du roi du château de Versailles. L'objectif de ce jardin est aussi de participer à la révolution agricole de l'époque en formant des jardiniers, en cultivant des plantes et variétés nouvelles. Le travail qui y est réalisé permet de développer des techniques de cultures expérimentales et innovantes, pour optimiser la qualité et permettre une productivité intensive d'horticulture.
Pour le roi Louis XIV, ce jardin allie agrément, esthétique, qualité, productivité, et sécurité alimentaire. Féru de jardinage, il aime s'y promener, et apprend même à tailler les arbres fruitiers avec son jardinier. Madame de Sévigné note ironiquement dans des mémoires : « Le chapitre des pois dure toujours ; l'impatience d'en manger, le plaisir d'en avoir mangé, et la joie d'en manger encore sont les trois points que nos princes traitent depuis quatre jours ».

### Acclimatation de nouvelles variétés culturales

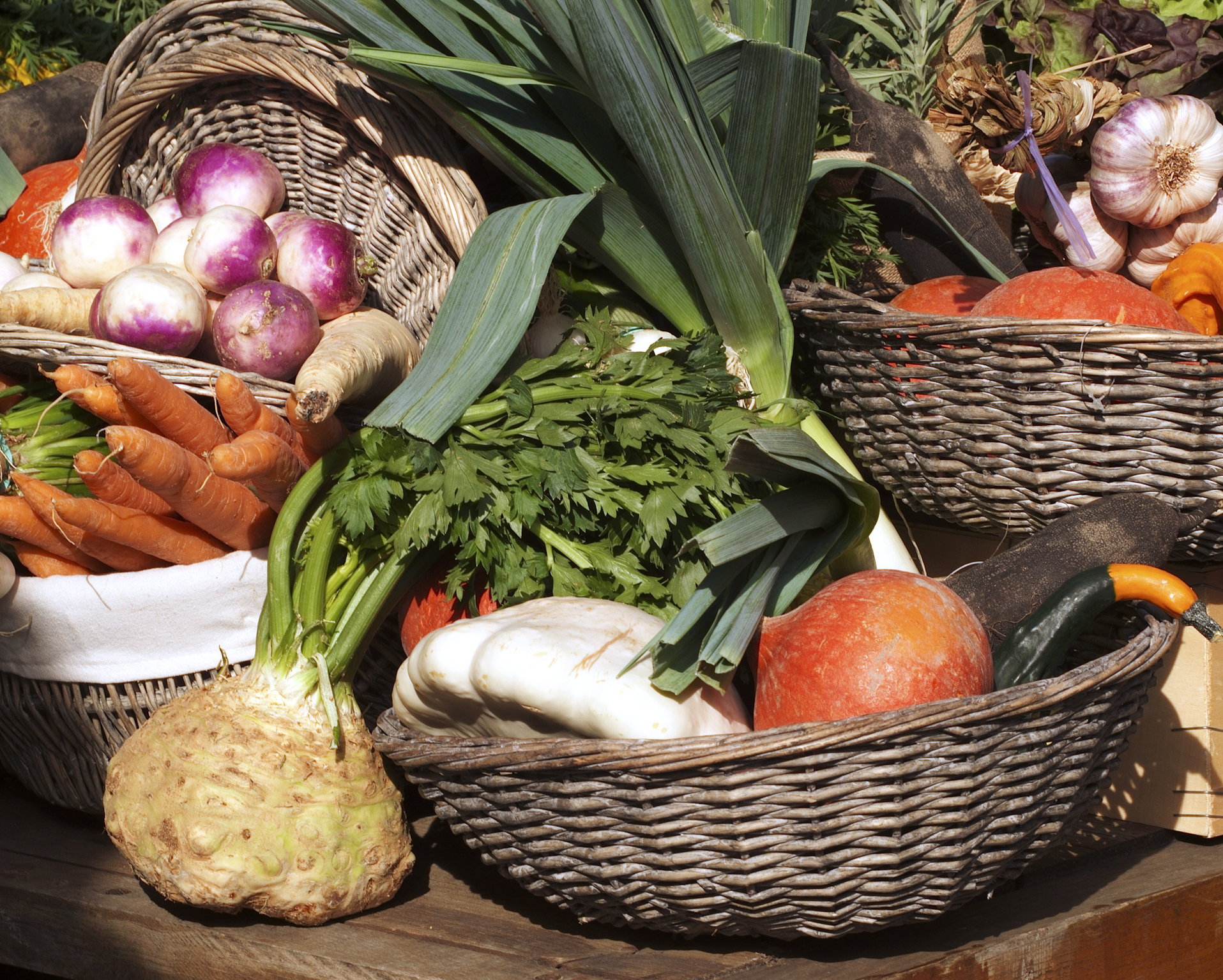
Quelques légumes du potager du Roi, en 2009.

Jean-Baptiste de La Quintinie expérimente, sélectionne, acclimate, et développe entre autres la culture de près de 400 variétés légumières qui se succèdent au fil des saisons. Parmi celles-ci : laitues, oseille, épinards, fines herbes, oignons, choux, artichauts, poireaux, pois, petit pois, fèves, concombres, aubergines, carottes, tomates, asperges, citrouilles, potirons, champignon de Paris, rosé des prés.
De nombreux fruits y sont aussi cultivés tels que les melons, cerises, fraises, framboises, cassis, groseilles, figues, raisins, amandes, pommes, poires, coings, prunes, pêches, nectarines, abricots.
Une partie du jardin est occupée par les plantes médicinales, il y a également des fleurs.
Des plantes exotiques rapportées par les voyageurs, sont également acclimatées dans le jardin : kakis, grenades, mais les citrons et oranges sont réservés à l'Orangerie créée en 1686.

### Des innovations techniques pour obtenir des produits hors saison
Il expérimente et développe des techniques d'étude des plantes au microscope. Concernant la gestion des arbres fruitiers, de savants procédés de taille, de porte-greffe, d'espalier, de treille permettent de façonner les arbres.

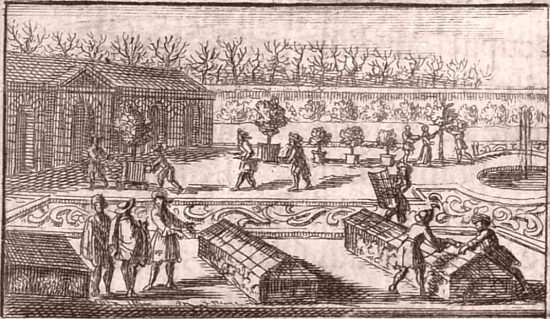
Instruction de La Quintinie : l'hiver.

Les techniques de paillage et d'irrigation, permettent de gérer la qualité du sol. L'enrichissement de la fertilité des sols est rendu possible par l'usage du fumier de bœuf, de vache, ou de cheval des écuries royales.
Des techniques de protection climatique sont également mises en place, par l'installation de successions de murs qui, en jouant des diverses expositions, permettent de créer des micro-climats pour préserver de la chaleur du soleil ou abriter du vent et des gelées.
Ce qui est également rendu possible par l'utilisation de cloches de verre de jardinage, et de culture sous serres chauffées au bois, avec les premières vitres de verre de grandes tailles produites à partir de 1685 par la Manufacture royale de glaces de miroirs Saint-Gobain.

### Les instructions de La Quintinie

Instruction pour les jardins fruitiers et potagers, de La Quintinie.

La savante combinaison de toutes ces différentes méthodes de culture permet de servir des légumes et des fruits frais hâtifs et tardifs, à la cour du château de Versailles, même en dehors des saisons habituelles. Jean-Baptiste de La Quintinie publie ses connaissances et résultats de ses observations journalières de ce chef-d'œuvre de sa carrière, dans son ouvrage d'horticulture de référence intitulé : « Instruction pour les jardins fruitiers et potagers, avec un traité des orangers, et des réflexions sur l'agriculture ». L'ouvrage est paru en 1690, à titre posthume. Il a été maintes fois réédité. Dans ce livre, il décrit « ce qui, tant pour l'abondance que pour l'agrément, peut faire réussir avec plus de facilité et moins de dépense ».

Il y décrit en particulier une de ses grandes réussites, si appréciée de Louis XIV :
« La chaleur, tant dans la terre que dans l'air ne peut régulièrement venir que des rayons du soleil. J'ose dire pourtant que j'ai été assez heureux pour l'imiter en petit à l'égard de quelques petits fruits : j'en ai fait mûrir cinq et six semaines devant le temps, par exemple des fraises à la fin mars, des précoces, et des pois en avril, des figues en juin, des asperges et des laitues pommées en décembre, janvier... ».

### Jardin d'application après la Révolution française
Placide Massey a été directeur du potager du roi entre 1819 et 1848, il développe des techniques perfectionnées. Par exemple, le principe du thermosiphon est utilisé pour le chauffage des serres. Ce système est mis en place par le jardinier en chef, M. Masson. Ce procédé était déjà adopté à l’époque par les horticulteurs anglais.

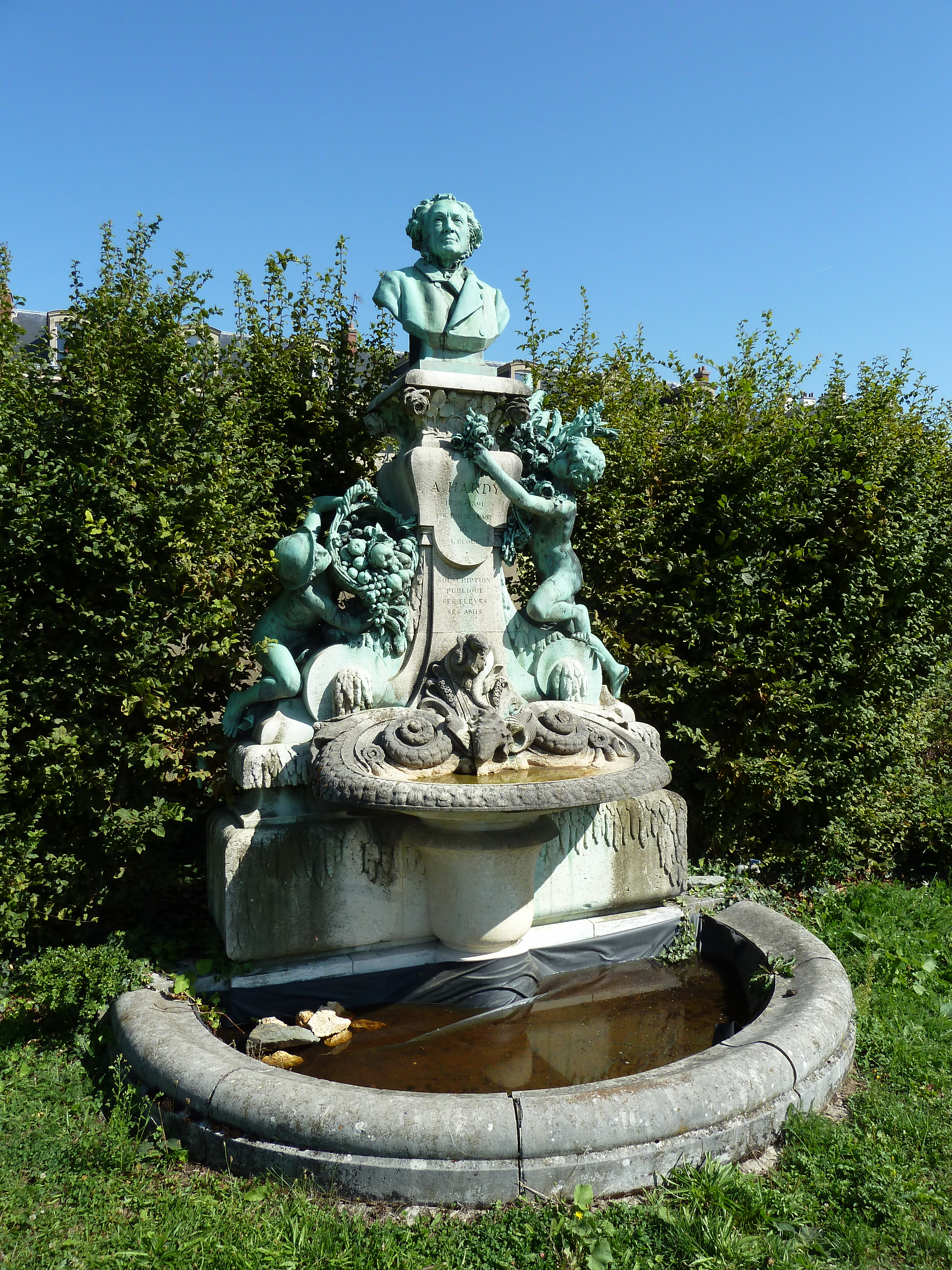
La Fontaine Hardy au potager du Roi.

Le 3 octobre 1848, le gouvernement de la Deuxième république décide la création d’un Institut national agronomique situé à Versailles dans la Grande Écurie, qui ouvre ses portes en décembre 1850. Le potager de Versailles devient le champ d’application d’un établissement d’instruction. La direction des jardins est confiée à Auguste Hardy (1818-1882). L’Institut national agronomique est supprimé par décret le 14 septembre 1852, au rétablissement du Second Empire, mais Auguste Hardy reste à la tête du potager.

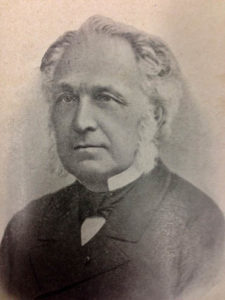
Auguste Hardy, botaniste et directeur du potager du Roi.

L'École nationale d'horticulture prend la suite, avec tout naturellement Auguste Hardy à sa tête ; elle est créée en 1873 et sera transférée à Angers en 1995 (puis deviendra l'Institut national d'horticulture et de paysage, INHP). Elle gère donc le potager du Roi de 1873 à 1995. C'est à cette époque qu'on assiste à une explosion du nombre des arbres : on passe de 1500 à 15 000 en 1910 selon Vincent Piveteau, directeur de la structure qui a pris la suite de l'ENH, l'École nationale supérieure du paysage. Par ailleurs, pour rendre plus spectaculaire le potager et accentuer son aspect vitrine du savoir, on a systématisé la taille en espalier à la place des arbres taillés en gobelet, comme le montrent les plans de l'époque. La charge de travail et le coût d'entretien du jardin s'en trouvent considérablement accrus et ne vont pas manquer de poser des problèmes, d'autant qu'à partir de 1927, l'école décide de former des ingénieurs et non plus des jardiniers, ce qui accroît la pénurie de main-d'œuvre. D'où une baisse progressive contrainte et forcée du nombre d'arbres à partir du point haut. Par ailleurs, personne ne s'est à l'époque et depuis posé la question de la justification esthétique de ce remplacement des gobelets par des espaliers. Au contraire, le Livre blanc des Amis du potager se félicite de l'aspect esthétique des quadrillages de contre-espaliers dans le Grand Carré.

## Architecture

Plan du potager du Roi en 1716, de l'ouvrage Instruction pour les jardins fruitiers et potagers, de La Quintinie.

Ce jardin se compose de deux parties :
- le « grand carré » central de 3 hectares, consacré à la culture des légumes. Il est divisé en seize carrés disposés autour d'un grand bassin circulaire orné d'un jet d'eau central, qui sert de réserve pour l'eau d'arrosage, et entouré de quatre terrasses surélevées qui le transforment en une sorte de scène théâtrale. Les carrés sont entourés de poiriers palissés sur des contre-espaliers. À la fin du XVIIIe siècle, les terrasses du levant et du couchant ont été transformées en rampes pour faciliter la circulation des charrettes.
- 29 jardins clos répartis autour du grand carré, et clos de hauts murs (les Onze (vergers), la figuerie, la melonnière, la prunelaie...) pour cultiver et abriter des légumes, des petits fruits et surtout des arbres fruitiers, pommiers et poiriers principalement, palissés en partie en espaliers sur les murs ou en forme libre ou conduits en espaliers. Six murs sont supprimés en 1785, dans la partie sud, trop humide et insuffisamment aérée, ne laissant subsister que cinq jardins au lieu de onze.

## Depuis 1995: l'École nationale supérieure de paysage
Il est placé depuis 1995 sous la responsabilité de l’École nationale supérieure de paysage de Versailles (ENSP), qui fut à l'origine une division de l'ENSH. L'ENSP forme des paysagistes dans la lignée de Jean-Claude Forestier, le responsable des espaces verts de la ville de Paris au début du XXe siècle, père de l'école française d'architectes-paysagistes, opérant dans la sphère publique de l'urbanisme mais aussi aptes à créer des jardins privés. L'ENSP forme 110 paysagistes par an sur deux sites, Versailles et Marseille. Elle offre aussi au grand public la possibilité de s'initier au jardinage. Mais la formation à l'arboriculture fruitière au sein du BEPA (brevet d'études professionnelles agricoles) a quitté le site de Versailles en 1985.
Le directeur de l'ENSP a sous sa coupe celui du potager du Roi, de qui dépend un chef d'exploitation. De 1995 à 2011, ce dernier a été Jacques Beccaletto. Comme le montrent les photos, à l'époque les murs sont couverts d'espaliers sans discontinuité. Le comptage effectué à son départ donne 5013 arbres, un chiffre stabilisé à son époque, mais en forte baisse depuis le plus haut de 1910. En 2007, Antoine Jacobsohn est nommé directeur du potager. Il dit être venu à la culture par goût des légumes (auxquels il a consacré plusieurs ouvrages) et au potager du Roi par goût de l'histoire. Il a d'ailleurs écrit un livre sur le sujet en 2017 : Le potager du Roi, dialogues avec La Quintinie.
Après le départ de Jacques Beccaletto, il applique de nouvelles méthodes : d'abord la permaculture pour les légumes, qui permet aux terres de maintenir et de développer leur fertilité naturelle et donc est conçue en opposition aux méthodes agro-industrielles destructrices des sols. Fondée en outre sur une observation minutieuse des interactions, elle prône les cultures mélangées. Au sein des cultures légumières, il va développer celles des lamiacées, car il manifeste un intérêt particulier pour les plantes à parfum, notamment les cultivars de romarin et de basilic. Pour les fruitiers aussi, il voudra prendre le virage écologique de deux façons : 
- en renaturant les sols (herbe au pied des arbres[29]) mais l'herbe a besoin d'être tondue pour éviter de communiquer des maladies aux arbres, et la tonte ne peut se faire dans ces endroits qu'avec une débroussailleuse qui risque de blesser les troncs. En outre, elle consomme de l'eau et empêche de mettre les nutriments dont les fruitiers ont besoin : fumier de cheval les premières années, puis compost et/ou paillage. Tous les auteurs anciens préconisent un sarclage avant fumure ou paillage, pour  éliminer les mauvaises herbes, ameublir le sol et faciliter la pénétration des nutriments[30].
- en supprimant en 2015 tous les traitements par pulvérisation, pas seulement les pesticides mais aussi les produits dits naturels (purin d'ortie ou de prêle, bouillie bordelaise, huile en hiver, etc.). Il s'en explique dans une interview de 2017 : « C'est notre troisième saison d'absence totale de traitements, même biologiques. Sur un coup de tête collectif, nous avons décidé d'arrêter les pulvérisations, car jusqu'alors il s'agissait seulement de remplacer un produit chimique par un produit bio, mais la logique de culture restait identique. C'est une décision difficile à assumer, certains arbres meurent... Cependant il faut en passer par cette période de transition pour instaurer un nouveau système de culture »[31]. Il utilise juste les insectes (type coccinelles) et reconnaît un risque d'échecs. Les dégâts seront en fait considérables, avec des murs entiers complètement dégarnis[32] et la perte de presque la moitié des arbres (2787 au recensement de 2018)[33].

Le potager du Roi cultive à ce jour plus de 460 variétés fruitières (sur quelque 5 000 arbres fruitiers) et presque autant de variétés légumières, et produit 40 à 50 tonnes de fruits et 20 tonnes de légumes annuels, dont une partie est vendue au public (frais, en conserves et en jus) dans la boutique d'accueil attenante, ou au marché Notre-Dame de Versailles (créé par Louis XIV).
Ouvert au public depuis 1991 (du mardi au dimanche de 10h00 à 18h00, du premier week-end d'avril au dernier week-end d'octobre), avec près de 40 000 visiteurs annuels, il recherche des partenaires et mécènes pour financer les frais d'exploitation, d'entretien et les importants besoins de restauration de ce chef-d'œuvre horticole  historique,,,.

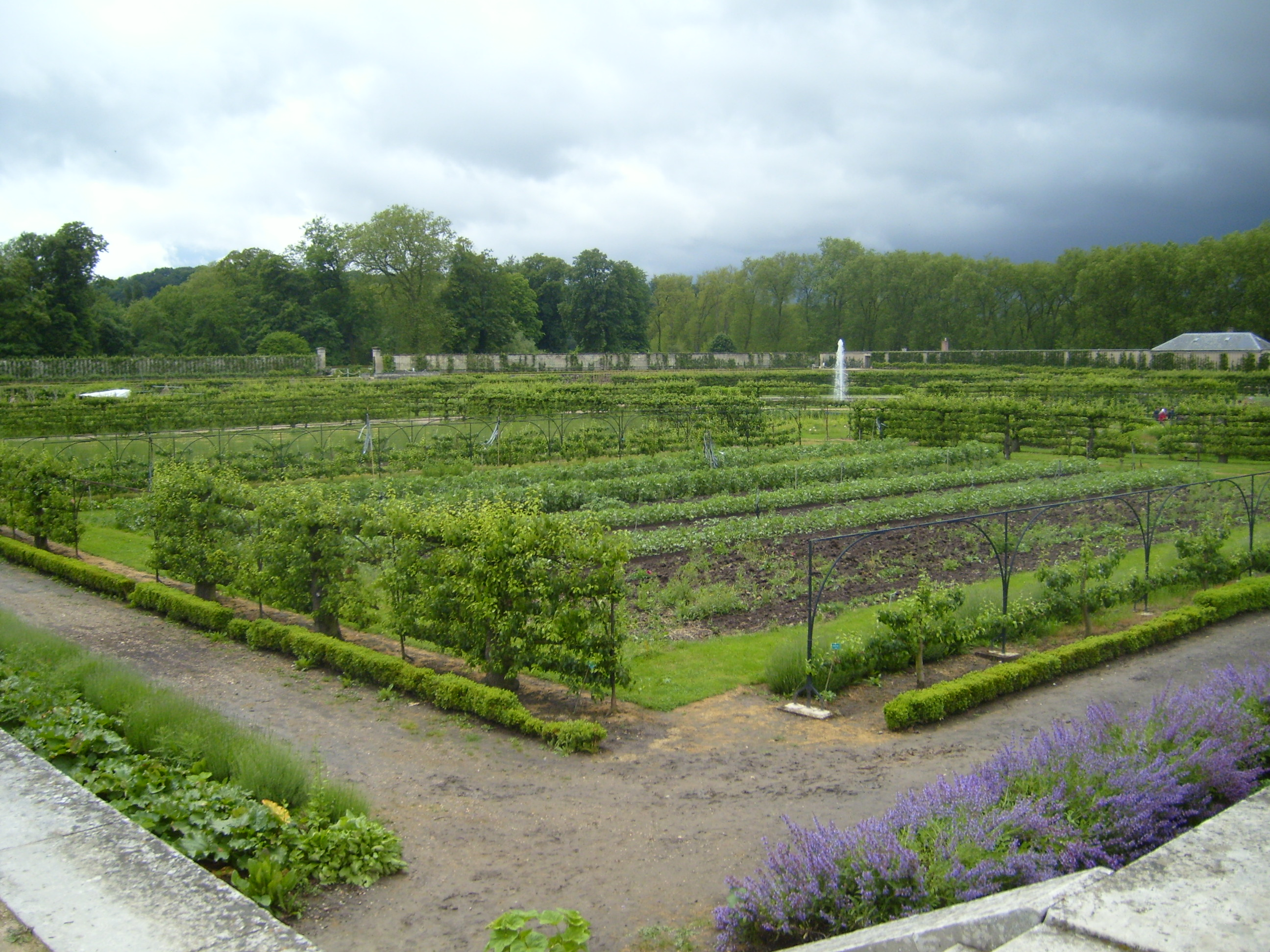
Le grand carré.
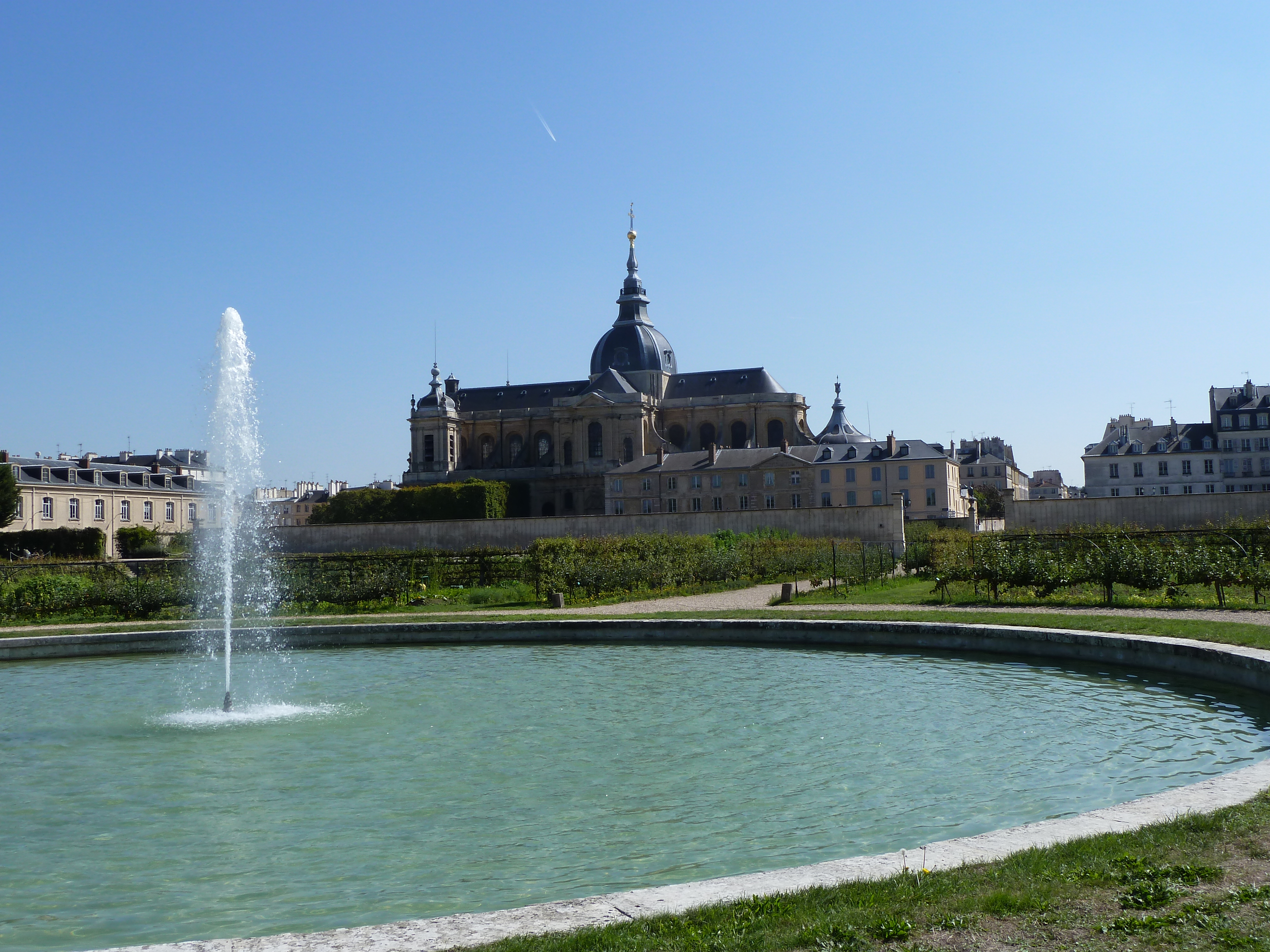
Le grand bassin, et la cathédrale Saint-Louis.
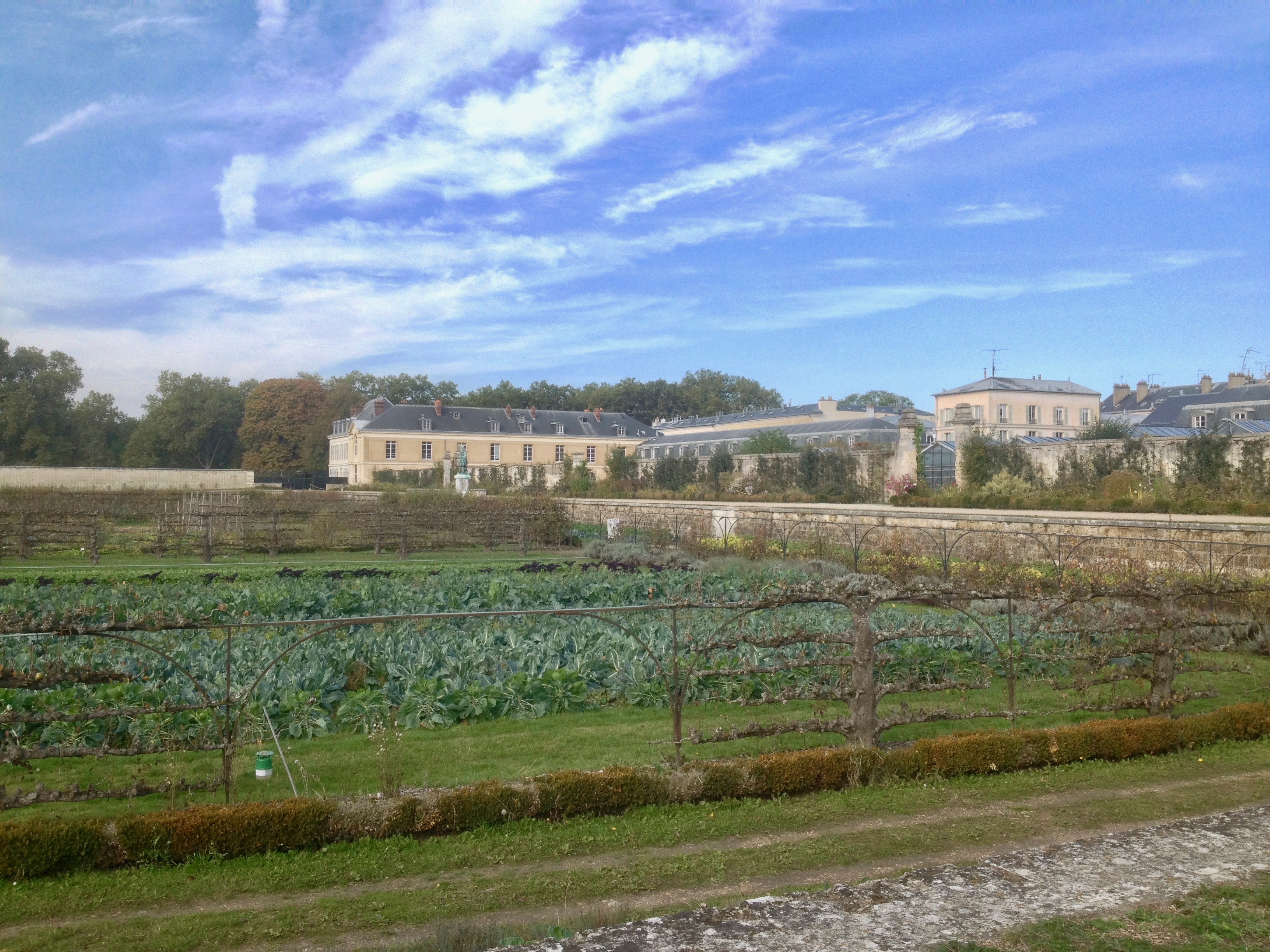
Carré de légumes.
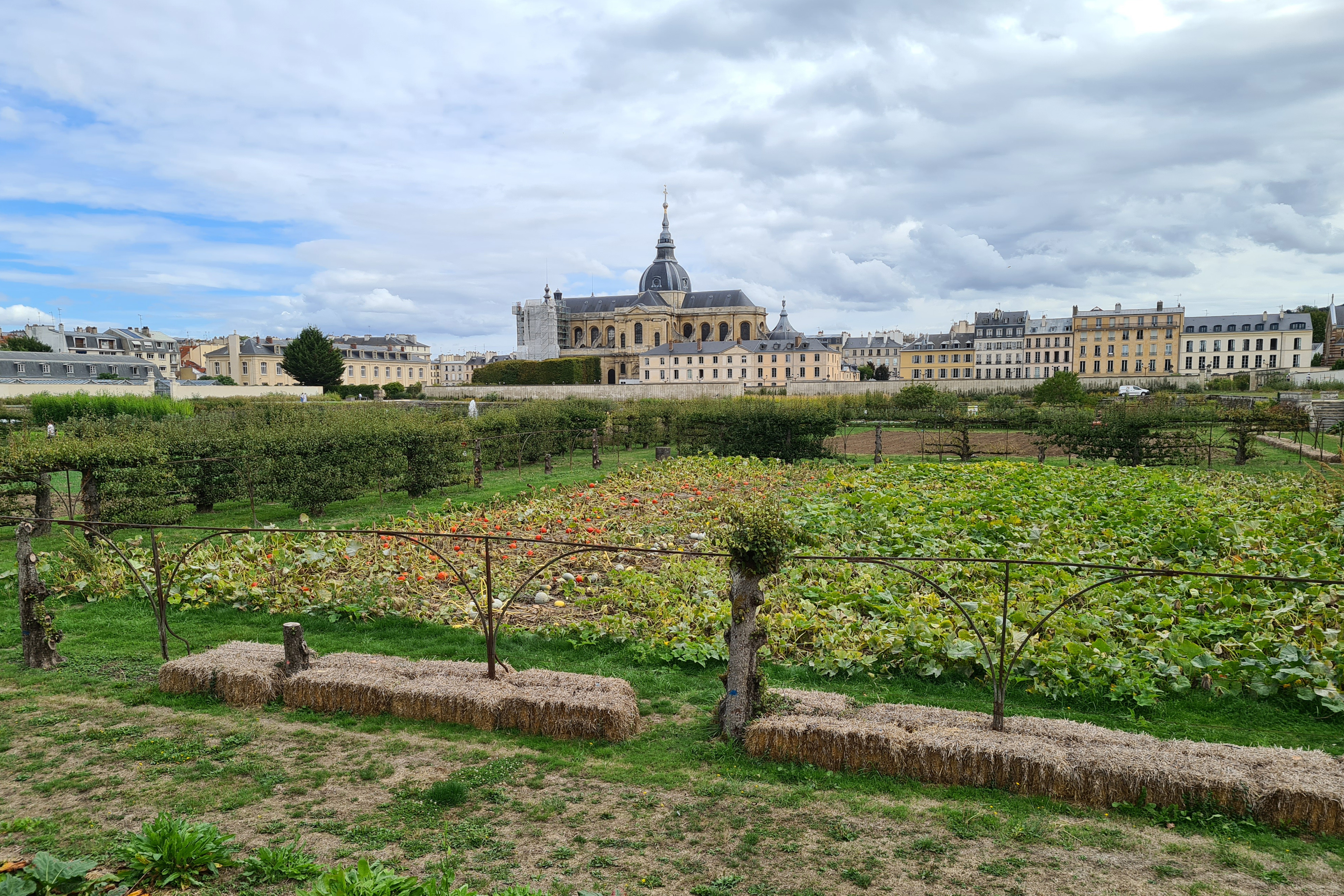
Carré de légumes.
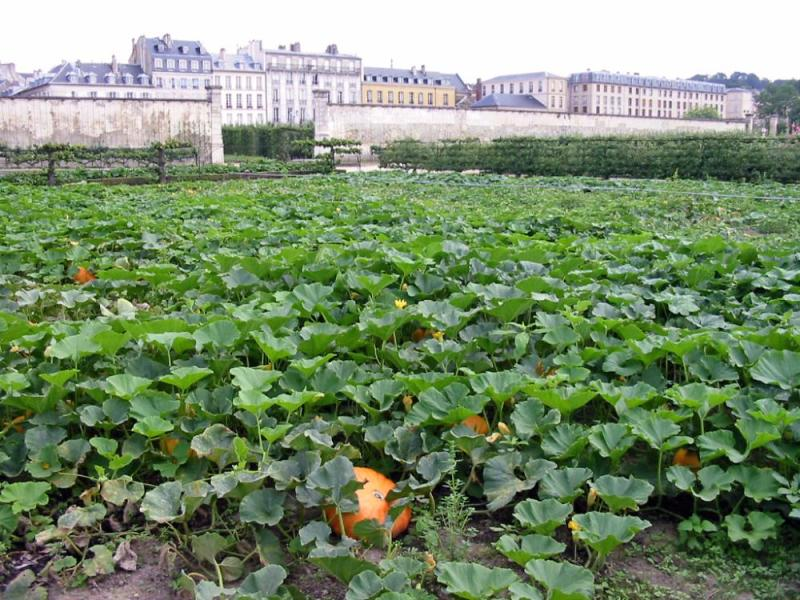
Carré des potirons.
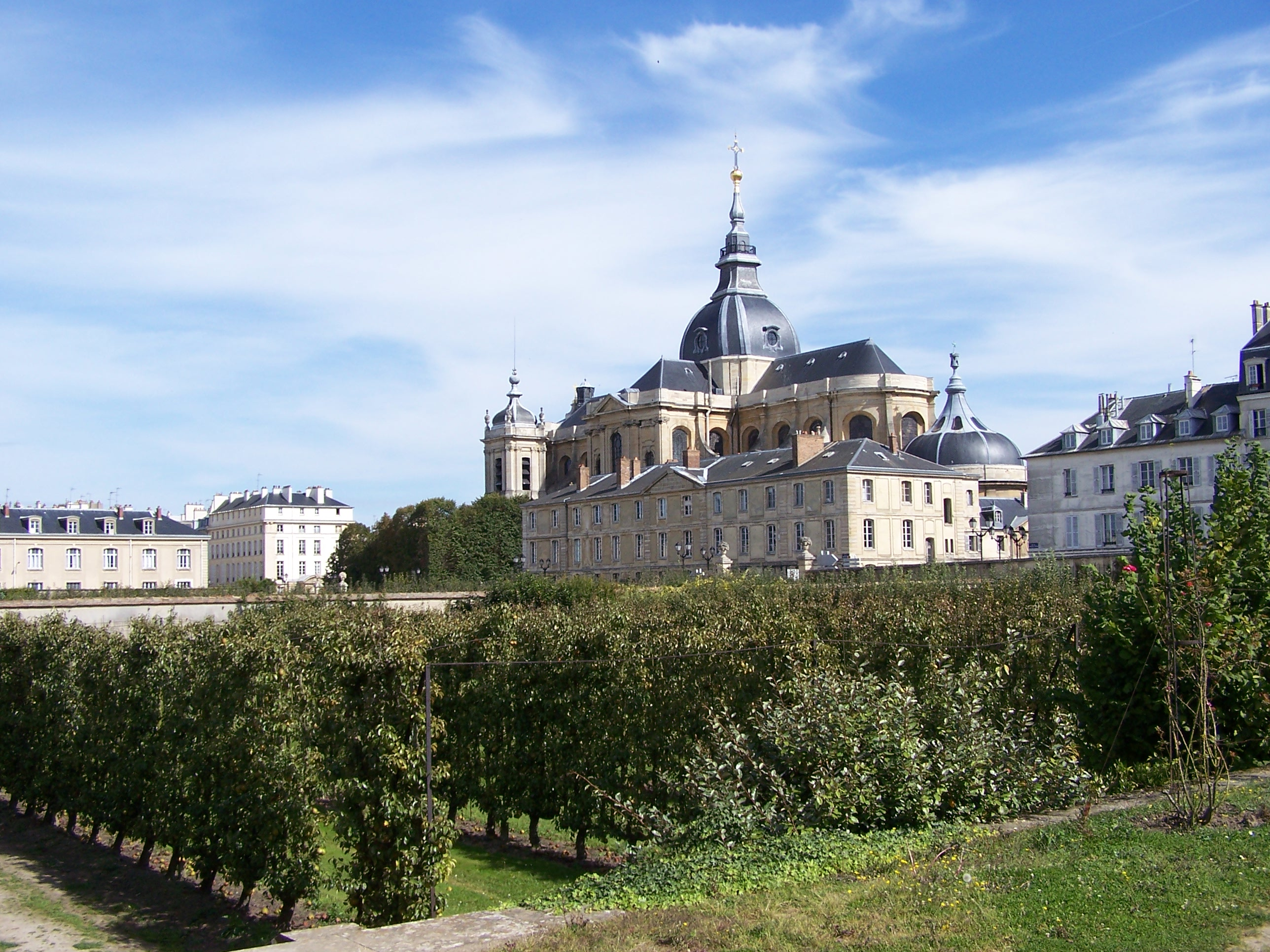
Le verger Lelieur, et la cathédrale Saint-Louis.
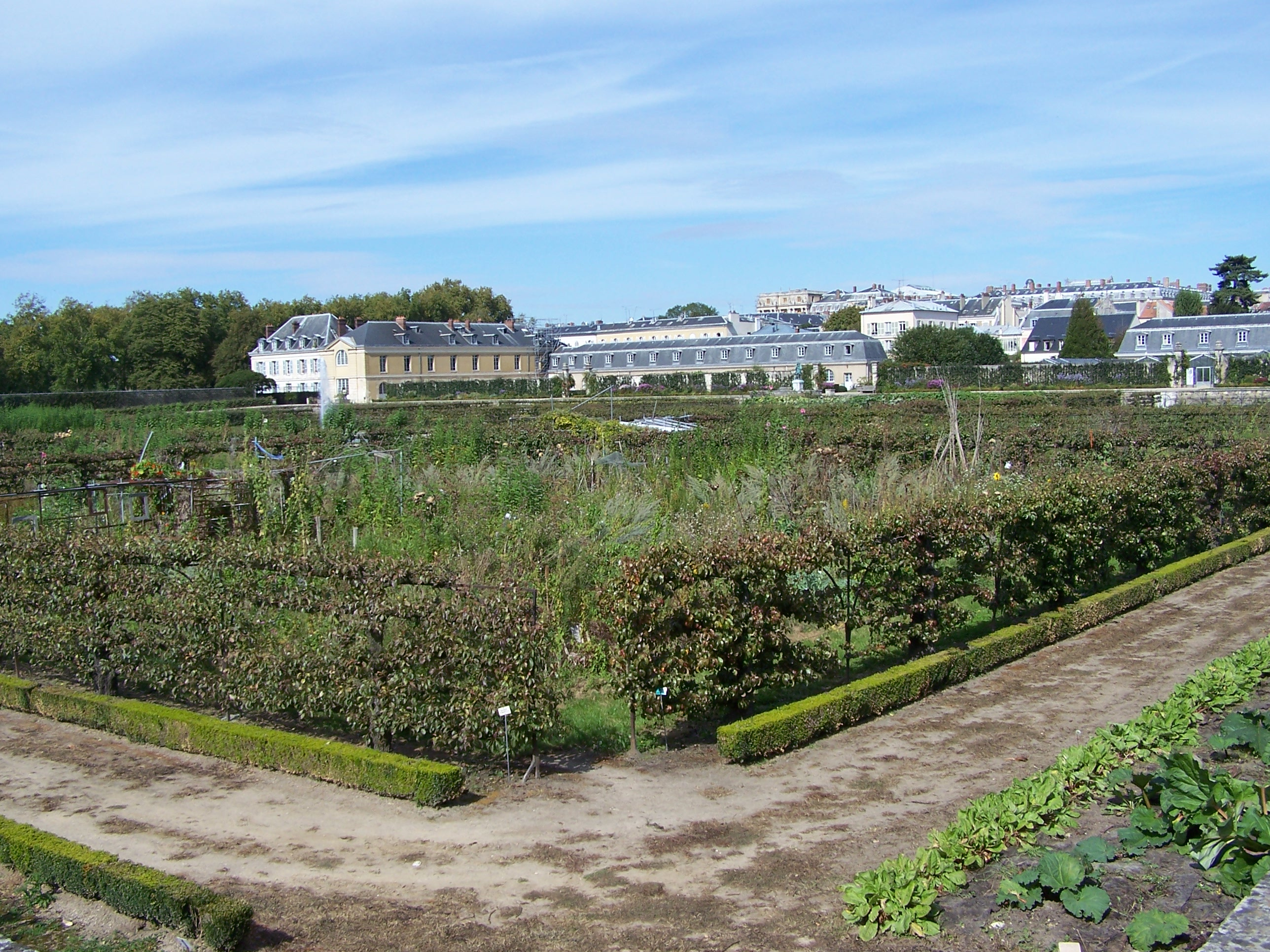
Les jardins des élèves.
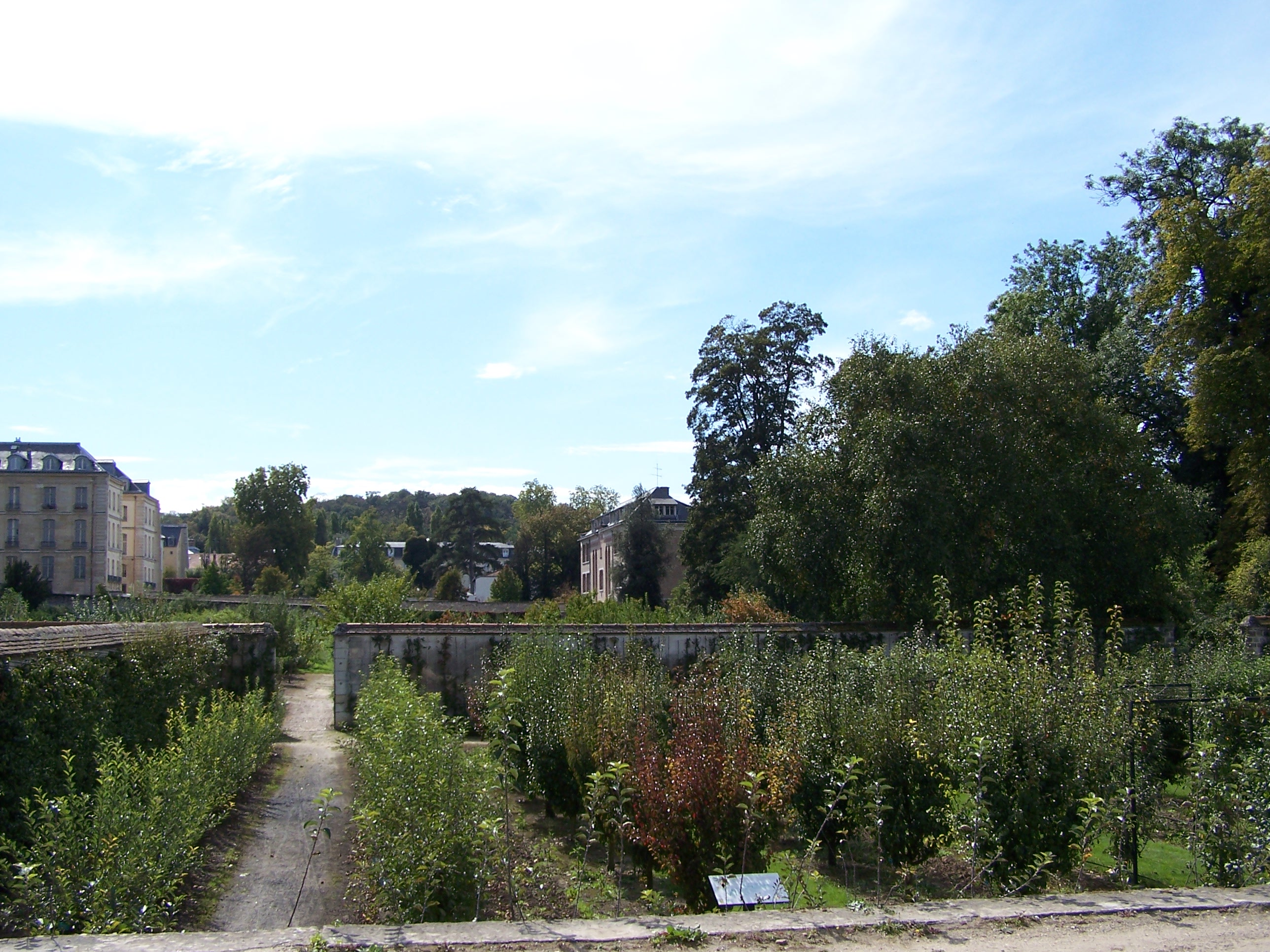
Le verger du Quatrième des Onze, pommiers et poiriers.
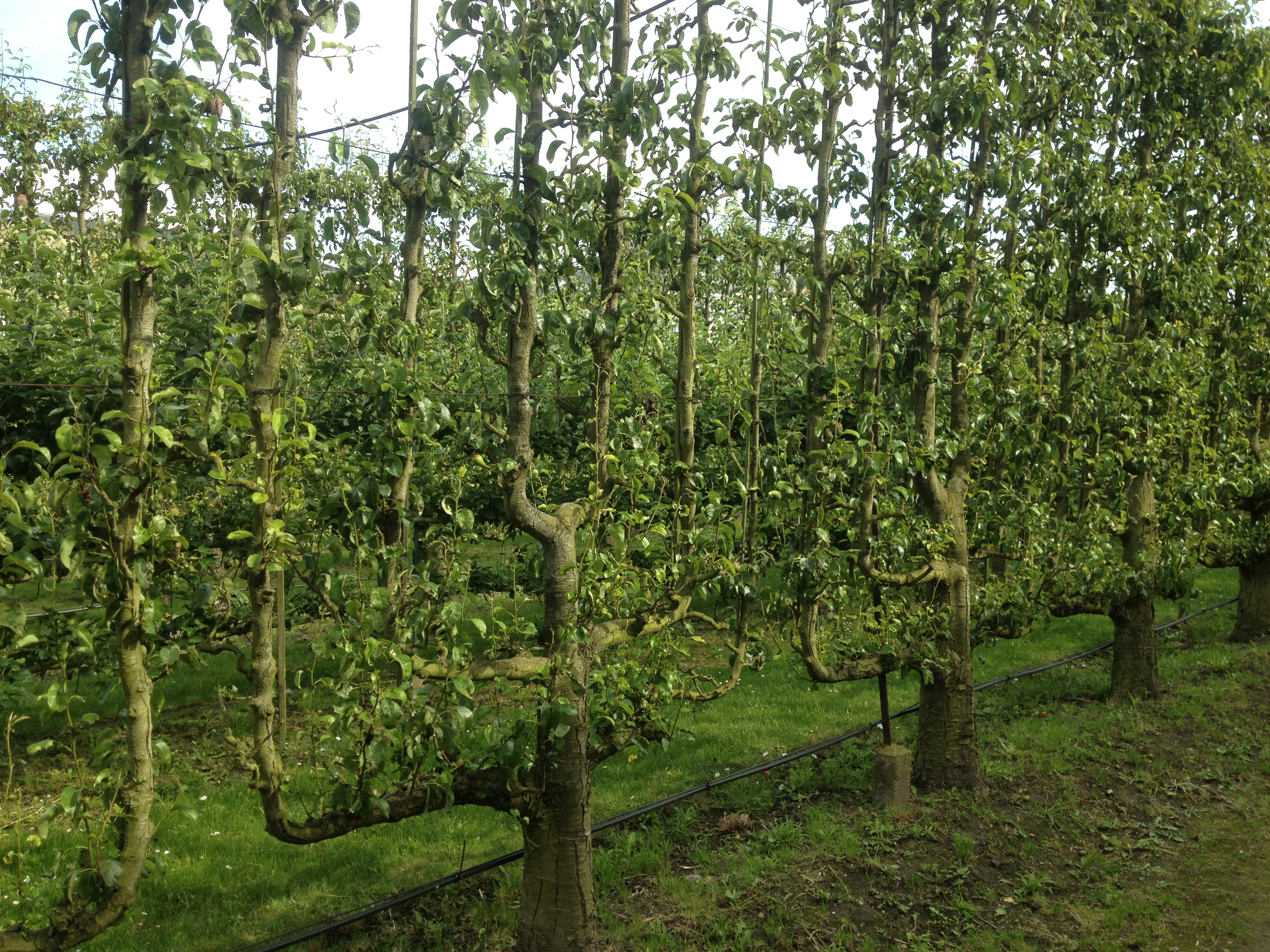
Arbres fruitiers en espalier.
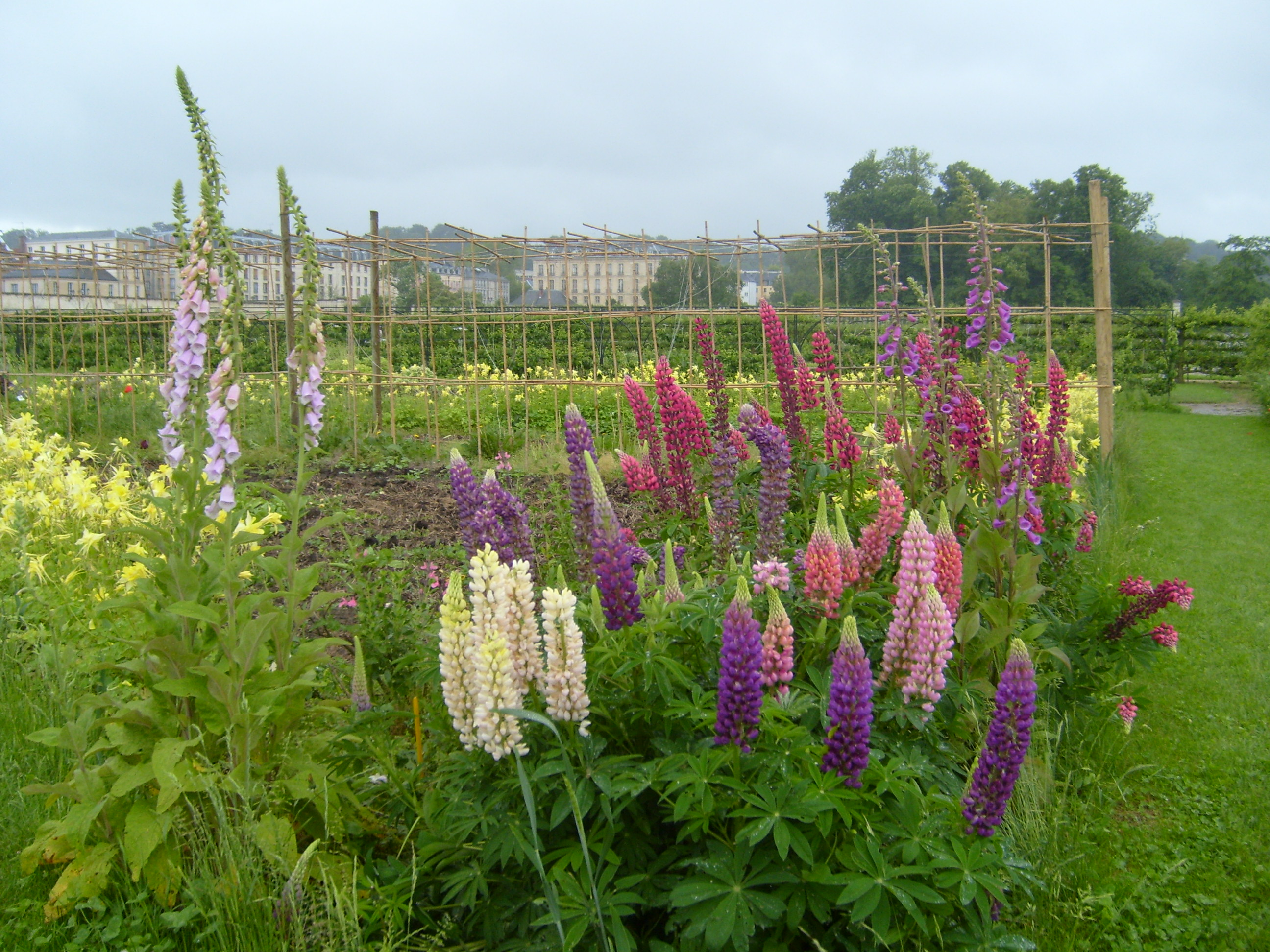
Lupin des jardins.

## Controverse
Les résultats visibles de la nouvelle politique suscitent une levée de boucliers : d'abord un Livre blanc de l'association des Amis du potager du Roi en 2018, qui cherche à expliquer comment on en est arrivé là, émet des critiques et formule des suggestions après avoir consulté nombre d'acteurs du secteur, dont le paysagiste Louis Benech, Alix de Saint Venant pour le potager de Valmer, et l'ancien chef-jardinier du jardin du Luxembourg, Denis Retournard, qui a accompli sans casse la transition vers le zéro phyto. Le 5 octobre 2019, un article de Marc Mennessier dans le Figaro inspiré par cette association des Amis dénonce une « gestion hasardeuse, l'air de friche du jardin, les murs effondrés et des squelettes d'arbres mourants ». Le directeur de l'ENSP, Vincent Piveteau, tient le 17 une conférence de presse où il estime les accusations injustes et les affirmations erronées. D'après lui, le verger se porte bien parce qu'il porte une fois et demi à deux fois plus d'arbres qu'à l'époque de son fondateur. Effectivement, le nombre d'arbres à l'époque de La Quintinie constitue un point bas. Le 30, Marc Mennessier lui répond dans les colonnes du Figaro en rappelant que les comptages de 2011 et de 2018 montrent une réduction drastique et le spectacle des murs nus a été documenté, alors qu'auparavant Jacques Beccaletto l'avait évité en planifiant de façon rigoureuses les replantations. Le 18 janvier 2020, le Monde publie une tribune en soutien aux responsables du potager cosignée par plus de 80 intellectuels, universitaires, paysagistes, architectes du patrimoine, historiens de l'art des jardins, avec à leur tête Erik Orsenna et Gilles Clément (professeur à l'ENSP), qui dénonce à son tour les positions qu'elle juge rétrogrades et erronées de l'association des Amis du Potager du Roi.
De la suite, on retiendra trois faits :
- des efforts d'entretien des pieds d'arbres, avec notamment des paillages de miscanthus d'aspect très net[42].
- un travail considérable de replantation d'espaliers, qui devraient à terme reconstituer la tapisserie de verdure qui était la marque du potager, sachant toutefois qu'il faut dix à quinze ans pour reconstituer une palmette Verrier, forme actuellement la plus répandue. Ces replantations sont notamment visibles sur la page d'accueil du potager du Roi en 2023[43].
- une aide renouvelée du WMF qui sera très bien venue pour l'important programme de travaux qui reste à réaliser[44].

## Au cinéma
- 2014 : Les Jardins du roi, d'Alan Rickman, et dans le rôle Louis XIV, avec David Foxxe dans celui de Jean-Baptiste de La Quintinie, et Matthias Schoenaerts dans celui d'André Le Nôtre[45],[46].